# Athous mokrzeckii
Athous mokrzeckii is een keversoort uit de familie kniptorren (Elateridae). De wetenschappelijke naam van de soort is voor het eerst geldig gepubliceerd in 1923 door Lomnicki.